# 飛香舍
飛香舍，天皇平安御所後宮七殿五舍之一。因宮院內植藤花，又稱「藤壺」。
位於清涼殿、後涼殿北方，右方為弘徽殿，上方為凝華舍（梅壺）。由於離天皇平日起居的清涼殿最近，一向是皇后、得寵或有勢力的女御所居。